# Tshering Wangchuk
Dasho Tshering Wangchuk est un juriste et homme politique bhoutanais, juge en chef de la Cour suprême du Bhoutan de 2014 à 2019 et chef du gouvernement par intérim entre août et novembre 2018.

## Carrière
Dasho Tshering Wangchuk est titulaire d'une maîtrise en droit de l'université George-Washington (LLM '03) et d'un autre diplôme en droit de l'université de Delhi. Wangchuk commence sa carrière comme officier de justice en 1987, en tant qu'apprenti auprès des juges de la Haute Cour. De 1990 à 1995, il sert comme sous-lieutenant dans l'armée royale du Bhoutan. Il est officier de justice à la Haute Cour de 1993 à 1999. De 2006 à 2010, il est en poste à Samdrup Jongkhar en tant que juge du tribunal de district. En 2010, il est promu juge à la Haute Cour. En novembre 2014, il est nommé juge en chef du pays par le roi.

## Conseiller principal
Le 1er août 2018, la chambre basse du Bhoutan est dissoute en vue des élections générales. Le 9 août, le roi nomme un gouvernement intérimaire, dirigé par Wangchuk en tant que conseiller en chef (en),. Le 11 août, les membres du gouvernement intérimaire sont nommés, Wangchuk est responsable des ministères de l'Intérieur, des Affaires culturelles et des Affaires étrangères.
Il quitte ses fonctions en novembre de la même année, après les élections législatives, et conserve son poste à la tête de la Cour suprême jusqu'au 29 novembre 2019.